# Cratichneumon pulcherrimus
Cratichneumon pulcherrimus là một loài tò vò trong họ Ichneumonidae.